# Provincia di Kénitra
La provincia di Kenitra è una delle province del Marocco, parte della Regione di Rabat-Salé-Kenitra.
Nel 2009 una parte del territorio è stata scissa per andre a formare la nuova provincia di Sidi Slimane.

## Geografia antropica

### Suddivisioni amministrative
La provincia di Kenitra, prima della scissione, contava 5 municipalità e 27 comuni:

#### Municipalità
- Kenitra
- Mehdya
- Sidi Slimane
- Sidi Yahia al Gharb
- Souk El Arbaa

#### Comuni
- Ameur Seflia
- Arbaoua Ghaba
- Azghar
- Bahhara Oulad Ayad
- Ben Mansour
- Beni Malek
- Boumaiz
- Chouafaa
- Dar Bel Amri
- Haddada
- Kariat Ben Aouda
- Kceibya
- Lalla Mimouna
- Mnasra

- Mograne
- Moulay Bousselham
- M'Saada
- Oued El Makhazine
- Oulad Ben Hammadi
- Oulad H'Cine
- Oulad Slama
- Sfafaa
- Sidi Allal Tazi
- Sidi Boubker El Haj
- Sidi Mohamed Lahmar
- Sidi Taibi
- Souk Tleta Gharb